# Даниленко Нелля Іванівна
Нелля Іванівна Даниленко (нар. 26 грудня 1954 в місті Довжанську, колишнє Свердловськ, Луганської області) — українська журналістка, сценаристка, режисерка-постановниця, актриса, продюсер редакції головної редакції лінійних передач творчого об'єднання «Радіо Культура»

## Життєпис
1980 року закінчила факультет журналістики КНУ імені Тараса Шевченка, 1990 року — вищі режисерські курси Всесоюзного інституту підвищення кваліфікації працівників телебачення і радіо Держтелерадіо СРСР (за спеціальністю «Режисер телебачення»).
В 1972 році працювала актрисою в Полтавському театрі ляльок, з 1974 по 1992 рік — в Полтавському обласному комітеті телебачення і радіомовлення на посадах диктора, старшого редактора радіо, старшого редактора-керівника обласного телебачення. 3 1992 по 2003 рік — редакторка, ведуча, режисер Української студії телевізійних фільмів. У 2002—2003 роках   - доцентка Київського Національного університету ім. Тараса Шевченка, на відділенні «літературна творчість», викладачка  «Основи теледраматургії».
З 2003 року — робота в Національній радіокомпанії України: завідувачка редакції інформації, головна редакторка дирекції мистецьких програм, заступник директора дирекції мистецьких програм, з 2011 року — директорка творчого об'єднання «Культура». З 2018 року — продюсерка (лінійна) творчого об'єднання «УР-3» Культура дирекції Українського радіо («Національна суспільна телерадіокомпанія України»).

## Творчість
На радіо вела передачі на теми правових основ, мистецьких передач (Полтава). Готувала і вела прямі ефіри циклу «Знакова постать», в парі з народним артистом України Анатолієм Паламаренком готувала і вела дворічний щоденний цикл «Тарасова доля. День за днем», працювала як сценаристка, режисерка і оповідачка циклу художньо-документальних фільмів «Світочі епохи» (Київ).
На телебаченні готувала цикли телепередач «Родина», телефільми «Світоч», окремі передачі про діячів української культури: «Когда полотна и статуи оживают» (про Полтавський художній музей — ЦТ СРСР, Останкіно, Москва, 1990); «Из дневников полтавского художника Леонида Гусака» (ЦТ СРСР, Останкіно, Москва, 1990);  Сашенька" (про юну художницю Сашу Путрю -  студія  Укртелефільм, 1994), «Іван Їжакевич» (студія Укртелефільм, 1995), «Іван Світличний» — цикл «Світоч» (студія Укртелефільм, 1996); «Зона»  (до 10-річчя трагедії на Чорнобильській АЕС — студія Укртелефільм, 1996); «Діти втрачених Бескидів» (25 річниця депортації українців, операція «Вісла» — Укртелефільм 1997); «У стилі ретро» (про народного артиста України Олександра Василенка — стадія Укртелефільм 1998); «Микола Горбаль» (про дисидента, правозахисника, шістдесятника — студія Укртелефільм, 1999); "Артем Ахмедов — (про юного співака — студія Укртелефільм 2000); «Голос унікальної краси» (про народного артиста України Олександра Василенка — студія Укртелефільм, 2001);  «Як його не любити» (про поета Дмитра Луценка — студія Укртелефільм, 2001); «Молодію серцем я» (студія Укртелефільм, 2002); «Ольга Петрова. Штрихи до портрета» (студія Укртелефільм, 2002); «І на тім рушничкові» (про народного артиста України Олександра Таранця -  студія Укртелефільм, 2002); «Україна і „Світ музики“» (про участь українських артистів у міжнародному фестивалі — студія Укртелефільм, 2003); «Танцює „Пролісок“» (про танцювальний ансамбль — ДТРК «Культура», 2003); «Пам'яті Олександра Білаша» (ДТРК «Культура», 2003); «Майстер слова» (про народного артиста України Анатолія Паламаренка — ДТРК "Культура, 2010); «Мистецтво Мамеда Багірова»  (про унікального лікаря хірурга — телеканал «Тоніс»); «Григорій і Григір Тютюнники» (Укртелефільм, 2024).
Також писала для газет «Літературна Україна», «День», «Урядовий кур'єр», «Голос України», «Сільські вісті», «Говорить і показує Україна», журнал «Україна».
З 2000-го року незмінна ведуча вечорів присвячених життю і творчості Дмитра Луценка, а згодом і вечорів пам'яті трьох видатних українців: Раїси Кириченко, Дмитра Луценка, Анатолія Пашкевича.
Як режисерка і актриса була автором сценаріїв, режисеркою і ведучою  творчих вечорів українських митців Олександра Василенка, Олексія Чухрая, Миколи Ляпаненка, Василя Котляра, Юрія Тітова та ін., а також сольних і збірних концертів на сценах  Полтави (музично-драматичний театр ім. Гоголя, співоче поле  ім. Марусі Чурай) та Києва (Національна опера, палац «Україна», Національна філармонія, Будинок учителя, Будинок офіцерів).
Записала на Українському радіо як артистка роман Ліни Костенко «Маруся Чурай», вірші Бориса Олійника, озвучила  книжку Любові Голоти «Епізодична пам'ять» і ще цілий ряд творів відомих українських та закордонних письменників.

## Відзнаки
- У 1995 році на Першому Всеукраїнському фестивалі журналістики передача Неллі Даниленко циклу «Світоч» (про художника Івана Їжакевича) отримала звання «Телепрограма року». На цьому ж фестивалі Неллі Даниленко присвоєно титул «Міс Журналістика — 95».[1]
- Почесне звання «Заслужений журналіст України»[2],
- Лауреатка Літературно мистецької премії ім. Дмитра Луценка «Осіннє золото» (2009),
- Лауреатка Премії імені Івана Франка в галузі інформаційної діяльності (2019, «За кращий твір у радіомовній сфері» — автору сценарію і режисеру документально-художнього радіофільму «Валерій Марченко. Дорога до вічності», що транслювався 2018 року в ефірі UA: Радіо Культура та UA: Українське радіо),[3]
- Орден княгині Ольги III ступеня.[4]